# Shota Horie
Shota Horie (堀江翔太; nacido en Osaka el 21 de enero de 1986) es un jugador de rugby japonés, que juega de hooker (aunque ocasionalmente puede también jugar en la última línea) para la selección de rugby de Japón y para los Panasonic Wild Knights en la Top League japonesa, y también ha jugado para los Melbourne Rebels en Australia.
Nacido en la prefectura de Osaka, comenzó a jugar al rugby cuando era un estudiante de quinto grado, y más tarde capitaneó el equipo de rugby de la universidad Teikyo.
Debutó con los Cherry Blossoms en un partido contra la selección de rugby de Canadá, celebrado en Miyagi el 15 de noviembre de 2009. Representó a su país en la Copa Mundial de Rugby de 2011.
En 2012, Horie jugó con Japón, y en Nueva Zelanda con Otago en el Campeonato provincial nacional, donde llamó la atención de los Melbourne Rebels. En noviembre de 2012, los Rebels anunciaron la firma de Horie para jugar en el Super Rugby en Australia. En 2013 se convirtió en el primer jugador japonés en jugar en un equipo australiano del Super Rugby a menudo en el banquillo.
Jugó con la selección japonesa que participó en la Copa Mundial de Rugby de 2015.